# Kalben (Glaziologie)

Der Perito-Moreno-Gletscher kalbt in den Lago Argentino

Als Kalben wird das Abbrechen größerer Eismassen von im Meer oder in Binnengewässern endenden Gletschern bezeichnet.
Verschiedene Definitionen des Begriffs beziehen auch Fälle ein, bei denen der Gletscher nicht im Wasser endet, das Eis aber in ähnlicher Weise mit nahezu senkrechter Bruchfläche vom Gletscher abbricht; in den meisten Fällen findet der Vorgang allerdings bei im Wasser endenden Gletschern statt. Dabei kann der Gletscher am Gletscherende auf dem Grund des Gewässers stehen oder auf diesem schwimmen. Typischerweise endet der Gletscher dabei in Form eines hohen Eiskliffs, das bis zu 80 Meter aus dem Wasser ragen kann. In Binnengewässer kalbende Gletscher gibt es in nahezu allen vergletscherten Gebirgen der Welt, ins Meer kalbende Gletscher – sogenannte Gezeitengletscher – treten nur in geographischen Breiten über 45° auf. Der in dieser Hinsicht mit Abstand am meisten erforschte Gletscher ist der Columbia-Gletscher in Alaska.
Die beim Kalben abgebrochenen Blöcke werden zu Eisbergen. Dieser Prozess bewirkt einen Großteil des Massenverlusts des Inlandeises – über 90 Prozent der Ablation in der Antarktis und etwa die Hälfte in Grönland. Durch das Kalben verliert ein Gletscher deutlich größere Eismengen pro Zeitspanne als dies durch Schmelzvorgänge der Fall wäre, besonders deutlich wird dies bei sich vom Schelfeis ablösenden großen Tafeleisbergen. Aus diesem Grund ist das Verständnis dieses Prozesses für Voraussagen zur Entwicklung der Kryosphäre in Verbindung mit dem Klimawandel und der Prognose des Meeresspiegelanstiegs von entscheidender Bedeutung.

## Ursachen und relevante Faktoren
Grundlegend für den Prozess des Kalbens ist, dass sich der Gletscher längs der Fließrichtung am Gletscherende streckt, da der Fließwiderstand beim Erreichen des Gewässers nachlässt. Durch die Längsstreckung selbst brechen weitere Spalten auf, zudem wird die destabilisierende Wirkung der aus dem höher gelegenen Verlauf des Gletschers „mitgebrachten“ Spalten auch durch die dünner gewordene Eisdecke verstärkt.
Darüber hinaus wird das Kalben durch zahlreiche Faktoren beeinflusst, die wichtigsten sind folgende:
- Schmelzvorgänge unter der Wasserlinie können das Gletscherende unterhöhlen. Diese hängen sowohl von Wassertemperatur und Strömung und damit der Menge der zugeführten Wärme ab, als auch von der Bewegungsenergie der Wellen.[3] Solche Schmelzvorgänge können dazu führen, dass überhängende Teile abbrechen, oder auch dazu, dass ein gänzlich unter der Wasserlinie liegender Teil des Gletschers abbricht und an die Oberfläche hochschnellt.[5]

- Der Massenverlust durch Kalben ist bei den Gezeitengletschern im Meer eine Größenordnung höher als bei im Süßwasser endenden Gletschern. Die Hauptgrund hierfür ist der Dichteunterschied zwischen dem von Gezeitengletschern abgegebenen Schmelzwasser und dem Meerwasser, was zu erheblicher Konvektion führt und somit den Wärmetransfer steigert.[6][7]

- Die Fließgeschwindigkeit des Gletschers beeinflusst den Prozess des Kalbens in verschiedener Hinsicht: Solange das Gletscherende sich nicht wesentlich verlagert, entspricht die Fließgeschwindigkeit des Gletschers näherungsweise der Kalbungsgeschwindigkeit und bestimmt damit den Eisverlust pro Zeitspanne. Zudem verändert sich mit zunehmender Fließgeschwindigkeit die Bildung von Spalten im Verlauf des Gletschers. Besonders deutlich wird dies bei Surge-Gletschern, bei denen sich die Fließgeschwindigkeit zeitweise signifikant erhöht. Als beispielsweise beim normalerweise mit niedriger Frequenz kalbenden Bering-Gletscher in Alaska 1993 die Surge-Front das Gletscherende erreichte, produzierte dieser zahlreiche kleine Eisberge.[8][9]

- Die Eistemperatur im Gletscherkörper spielt eine Rolle, insbesondere ob der Druckschmelzpunkt erreicht wird, es sich also um einen temperierten, einen polythermalen oder einen kalten Gletscher handelt. Dies hat Einfluss auf die Fließgeschwindigkeit und die Verformbarkeit; kaltes Eis ist steifer und weniger plastisch formbar. Von Bedeutung ist auch das Vorhandensein von Schmelzwasser an der Gletscheroberfläche, was die Vertiefung der Spalten erheblich beschleunigen kann.[3]

- Die hydrographischen Merkmale des Mündungsgebiets können erheblichen Einfluss haben. Die Wassertiefe wirkt sich dabei auf zweierlei Weise aus, zum einen kommt der Gletscher mit mehr Wasser in Kontakt, was eine höhere Wärmeübertragung ermöglicht. Zum anderen erhöht sich in tieferem Wasser der Auftrieb des Eises, womit sich der Fließwiderstand verringert, was zur Längsstreckung führt und so ebenfalls das Kalben begünstigt. Ähnlichen Einfluss hat es, wenn das Mündungsgebiet breiter wird. Dies zeigt sich daran, dass Gletscher kaum über einen Fjord oder eine Bucht hinauswachsen können. Dagegen können Untiefen eine Art Ankerpunkt für die vorstoßende Gletscherfront darstellen. Solche Untiefen können auch durch Sedimente und Moränen gebildet werden, also vom Gletscher selbst geschaffen sein.[10][9]

## Modellierungsansätze für den Kalbungsprozess
Da mit dem Prozess des Kalbens ein Großteil des Massenverlusts insbesondere des Schelfeises, des Inlandeises und vieler Gletscher verbunden ist, spielt dessen Verständnis eine entscheidende Rolle bei Prognosen, die die Kryosphäre und den Meeresspiegelanstieg betreffen. Dabei scheint dieser Prozess nicht vom Klima allein abzuhängen, sondern eine gewisse Eigendynamik zu beinhalten. Es gibt Indizien, dass eine Klimaveränderung sich verstärkende Vorgänge anstoßen kann, ihre Auswirkungen somit überproportional sein können. Die Modellierung des Prozesses wird durch die Vielzahl an relevanten Faktoren erschwert. Außerdem spielen einige bislang nicht befriedigend gelöste glaziologische Probleme eine Rolle, wie beispielsweise Voraussagen bezüglich der Übergangszone zwischen aufliegendem und schwimmendem Eis. Eine der Kernfragen bei der Modellierung ist, ob das Kalben von der Gletscherdynamik derart beeinflusst wird, dass eine höhere Fließgeschwindigkeit eine höhere Kalbungsgeschwindigkeit verursacht, oder ob umgekehrt eine erhöhte Fließgeschwindigkeit die Folge höherer Kalbungsverluste ist. Bei bisherigen Forschungen wurden beide Ansätze vorgeschlagen, sogar auf Basis von Daten desselben Gletschers, des Columbia-Gletschers, was die Verzwicktheit des Problems unterstreicht. Es scheint somit, als müsste ein noch zu entwickelndes, umfassendes Modell auch die Gletscherdynamik einbeziehen.
Für isolierte Fragestellungen wurden bereits einige Ansätze mit vereinfachten Formeln vorgeschlagen. Eine wesentliche Größe ist die Kalbungsgeschwindigkeit (Calving rate), die üblicherweise als Differenz der Fließgeschwindigkeit am Gletscherende {\displaystyle (V_{T})} und der Längenänderung {\displaystyle (\Delta l)} pro Zeitspanne {\displaystyle (\Delta t)} definiert wird.
{\displaystyle V_{K}=V_{T}-{\frac {\Delta l}{\Delta t}}}
Wenn das Gletscherende ortsfest ist, entspricht also die Kalbungsgeschwindigkeit der Fließgeschwindigkeit am Gletscherende.
Empirisch wurde ermittelt, dass die Kalbungsgeschwindigkeit sich nahezu proportional zur Wassertiefe {\displaystyle (H_{W})} verhält, wenn die anderen Einflussfaktoren in vergleichbaren Bereichen liegen. Bei einer Analyse von 22 Gezeitengletschern in Alaska, Grönland und Spitzbergen wurde folgende Näherungsformel für die Kalbungsgeschwindigkeit (in Meter pro Jahr) entwickelt:
{\displaystyle V_{K}=70+8{,}33H_{W}}
Da in Süßwasser endende Gletscher sich deutlich anders verhalten, wurde für diese eine separate Formel ermittelt (auf Grundlage der Daten von 21 Gletschern):
{\displaystyle V_{K}=17{,}4+2{,}3H_{W}}
Die Eisdicke {\displaystyle (H_{E})}, ab der ein Gletscher nicht mehr auf dem Boden aufliegt, sondern eine schwimmende Zunge ausbildet, kann auf folgende Weise in Abhängigkeit von der Wassertiefe {\displaystyle (H_{W})} abgeschätzt werden:
{\displaystyle H_{E}<{\frac {\rho _{w}}{\rho _{e}}}H_{W}\approx 1{,}1H_{W}}
Dabei sind {\displaystyle \rho _{w}} und {\displaystyle \rho _{e}} die Dichten von Wasser beziehungsweise die von Eis.